# Front militant de tous les travailleurs
Pour les articles homonymes, voir Pame.
Le Front militant de tous les travailleurs, ou PAME pour Panergatiko Agonistiko Metopo (grec: Πανεργατικό Αγωνιστικό Μέτωπο, ΠΑΜΕ), est un regroupement d'organisations syndicales grecques fondé le 3 avril 1999, sous l'impulsion du Parti communiste grec, du DIKKI (Mouvement social démocratique), et de militants de la gauche radicale.
Le syndicat se positionne en opposition à la principale organisation syndicale grecque, le GSEE, qu'il accuse de ne pas représenter l'intêret des travailleurs.
Le PAME est affilié depuis 2000 à la Fédération syndicale mondiale.

## Sources
- (en)/(el) Cet article est partiellement ou en totalité issu des articles intitulés en anglais « All-Workers Militant Front » (voir la liste des auteurs) et en grec moderne « Πανεργατικό Αγωνιστικό Μέτωπο » (voir la liste des auteurs).